# Juan Brunetta
Juan Francisco Brunetta (Laboulaye, 12 maggio 1997) è un calciatore argentino, centrocampista del Tigres UANL.

## Caratteristiche tecniche
Di ruolo trequartista, è in grado di giocare pure da centrocampista centrale e da ala su entrambe le fasce. Soprannominato El Pianista perché sin da bambino suona il pianoforte, è dotato di buona tecnica, velocità e dribbling. Dotato di buona visione di gioco, è più abile ad agire sul lungo che sul corto con lanci lunghi e aperture. Si distingue anche in fase realizzativa per la sua abilità a inserirsi e per le conclusioni potenti da fuori area. Effettua spesso tackle per recuperare la palla, ed è bravo anche in pressing e nei contrasti. Si ispira a Juan Román Riquelme, idolo di gran parte dei fantasisti argentini.

## Carriera

### Club
Esordisce nella massima serie argentina con Arsenal Sarandí nella stagione 2016-2017. Il 4 ottobre 2020, dopo esser stato vicino all'Atletico Mineiro, passa in prestito con obbligo condizionato di riscatto al Parma. Debutta con i ducali il 7 novembre seguente in occasione del pareggio per 0-0 contro la Fiorentina.
Segna le sue prime reti con la maglia dei ducali siglando una doppietta il 25 novembre in occasione del 4º turno di Coppa Italia nel match casalingo contro il Cosenza. Nonostante trovi poco spazio in stagione, il 9 maggio 2021 arriva la prima rete anche in massima serie, nella sconfitta interna per 2-5 contro l'Atalanta. Il 23 giugno 2021 il Parma comunica di non aver esercitato il riscatto del calciatore ma di aver invece trovato l'accordo con il Godoy Cruz per il prolungamento del prestito, valido ora fino al 30 giugno 2022, con l'aggiunta del diritto di riscattarne il cartellino.Il 5 marzo 2022 segna la sua prima rete nel campionato cadetto, portando momentaneamente in vantaggio i ducali nella partita contro la Reggina, conclusa poi sull'1-1.

### Nazionale
Internazionale U23 argentino, possiede anche la cittadinanza italiana.

## Statistiche

### Presenze e reti nei club
Statistiche aggiornate al 27 dicembre 2023.
| Stagione             | Squadra              | Campionato           | Campionato | Campionato | Coppe nazionali | Coppe nazionali | Coppe nazionali | Coppe continentali | Coppe continentali | Coppe continentali | Altre coppe | Altre coppe | Altre coppe | Totale | Totale | Totale |
| Stagione             | Squadra              | Comp                 | Pres       | Reti       | Comp            | Pres            | Reti            | Comp               | Pres               | Reti               | Comp        | Pres        | Reti        | Pres   | Reti   |        |
| -------------------- | -------------------- | -------------------- | ---------- | ---------- | --------------- | --------------- | --------------- | ------------------ | ------------------ | ------------------ | ----------- | ----------- | ----------- | ------ | ------ | ------ |
| 2016-2017            | Arsenal Sarandí      | PD                   | 23         | 4          | CA              | 0               | 0               | CS                 | 4                  | 2                  |             | -           | -           | 27     | 6      |        |
| 2017-2018            | Belgrano             | PD                   | 13         | 1          | CA+CA           | 2+0             | 0+0             |                    | -                  | -                  |             | -           | -           | 28     | 4      |        |
| 2018-2019            | Belgrano             | PD                   | 21         | 2          | CA+CdL          | 2+0             | 1+0             | -                  | -                  | -                  |             | -           | -           | 23     | 3      |        |
| Totale Belgrano      | Totale Belgrano      | Totale Belgrano      | 34         | 3          |                 | 4               | 1               |                    | -                  | -                  |             | -           | -           | 38     | 4      |        |
| 2019-2020            | Godoy Cruz           | PD                   | 19         | 6          | CA+CdL          | 1+1             | 0+0             | CS                 | 2                  | 0                  |             | -           | -           | 23     | 6      |        |
| 2020-2021            | Parma                | A                    | 12         | 1          | CI              | 2               | 2               | -                  | -                  | -                  | -           | -           | -           | 14     | 3      |        |
| 2021-2022            | Parma                | B                    | 25         | 1          | CI              | 1               | 1               | -                  | -                  | -                  | -           | -           | -           | 26     | 2      |        |
| Totale Parma         | Totale Parma         | Totale Parma         | 37         | 2          |                 | 3               | 3               |                    | -                  | -                  |             | -           | -           | 40     | 5      |        |
| 2022-2023            | Santos Laguna        | LMX                  | 35+1       | 9+0        | -               | -               | -               | -                  | -                  | -                  | -           | -           | -           | 36     | 9      |        |
| lug.-dic. 2023       | Santos Laguna        | LMX                  | 16+2       | 8+2        | -               | -               | -               | -                  | -                  | -                  | LC          | 2           | 0           | 20     | 10     |        |
| Totale Santos Laguna | Totale Santos Laguna | Totale Santos Laguna | 51+3       | 17+2       |                 | -               | -               |                    | -                  | -                  |             | 2           | 0           | 56     | 19     |        |
| dic. 2023-2024       | Tigres UANL          | LMX                  | 17+2       | 7          | -               | -               | -               | CCC                | 6                  | 0                  | -           | -           | -           | 25     | 7      |        |
| 2024-2025            | Tigres UANL          | LMX                  | 32+6       | 10+1       | -               | -               | -               | CCC                | 7                  | 2                  | LC+CdC      | 4+1         | 1+1         | 50     | 15     |        |
| 2025-2026            | Tigres UANL          | LMX                  | 1          | 0          | -               | -               | -               | -                  | -                  | -                  | LC          | 0           | 0           | 1      | 0      |        |
| Totale Tigres        | Totale Tigres        | Totale Tigres        | 50+8       | 17+1       |                 | -               | -               |                    | 13                 | 2                  |             | 5           | 2           | 76     | 22     |        |
| Totale carriera      | Totale carriera      | Totale carriera      | 225        | 52         |                 | 9               | 4               |                    | 19                 | 4                  |             | 7           | 2           | 260    | 62     |        |

## Palmarès

### Nazionale
- Torneo Pre-Olimpico CONMEBOL: 1

2020